# Atanus baianus
Atanus baianus är en insektsart som beskrevs av Keti Maria Rocha Zanol 1998. Atanus baianus ingår i släktet Atanus och familjen dvärgstritar. Inga underarter finns listade i Catalogue of Life.